# Aspilatopsis tenoris
Aspilatopsis tenoris là một loài bướm đêm trong họ Geometridae.